# Приозёрновский сельский совет
Приозёрновский сельский совет (укр. Приозернівська сільська рада, крымскотат. Çürübaş köy şurası) — административно-территориальная единица в Ленинском районе АР Крым Украины (фактически до 2014 года; ранее до 1991 года — в составе Крымской области УССР в СССР, до 1954 года — в составе Крымской области РСФСР в СССР, до 1945 года — в составе Крымской АССР РСФСР в СССР), на Керченском полуострове. Население по переписи 2001 года — 3179 человек, площадь сельсовета 37 км².
К 2014 году состоял из 1 села — Приозёрное.

## История
Чурбашский сельсовет был образован в 1930-е годы (на 1940 год он уже существовал) в составе Маяк-Салынского района (переименованного 14 декабря 1944 года в Приморский). Указом Президиума Верховного Совета РСФСР от 21 августа 1945 года Чурбашский сельсовет был переименован в Приозёрновский. С 25 июня 1946 года совет в составе Крымской области РСФСР, а 26 апреля 1954 года Крымская область была передана из состава РСФСР в состав УССР. На 15 июня 1960 года в составе совета числились следующие населённые пункты:

| - Александровка - Васильевка - Ивановка - Михайловка | - Огоньки - Приозёрное - Челябинцево |

Указом Президиума Верховного Совета УССР «Об укрупнении сельских районов Крымской области», от 30 декабря 1962 года Приморский район был упразднён и сельсовет присоединили к Ленинскому. В 1963 году Васильевку присоединили к Приозёрному, между 1 января и 1 июня 1977 года Ивановку и Михайловку передали в Багеровский поселковый совет. Между 1 июня 1977 года (на эту дату сёла ещё числились в составе Приозёрновского)[59] и 1985 годом (в перечнях административно-территориальных изменений после этой даты не упоминаются) был создан Челядиновский сельский совет, куда отошли Челядиново и Огоньки. В 1984 году ликвидирована Александровка и совет обрёл современный состав. С 12 февраля 1991 года сельсовет в восстановленной Крымской АССР, 26 февраля 1992 года переименованной в Автономную Республику Крым. С 21 марта 2014 года в составе Крыма аннексирован Россией. Законом «Об установлении границ муниципальных образований и статусе муниципальных образований в Республике Крым» от 4 июня 2014 года территория административной единицы была объявлена муниципальным образованием со статусом сельского поселения.